# 李容根
李容根（1950年—），男，广东宝安人，中华人民共和国政治人物。

## 生平
1992年，担任深圳市人民政府副市长。1995年，任中共深圳市委副书记。2000年，任深圳市政协主席。次年升任广东省人民政府副省长。2008年当选第十一届全国人大代表。